# 서울특별시체육회
서울특별시체육회(서울特別市體育會, Seoul Sports Council)는 서울특별시의 학교체육 및 생활 체육의 진흥, 시민 건강과 체력 증진, 여가 선용 및 복지 향상 등을 위하여 대한체육회 산하에 설치된 기관이다.
체육회장은 지방체육회장선거를 통해 선출한다.

## 연혁
- 1953년 2월 20일: 서울특별시체육회 설립
- 2016년 2월 26일: 서울특별시생활체육회와 통합
- 2021년 5월 17일: 서울특별시체육회 법정법인화

## 조직
회장
민선 1기 : 박원하 회장 2020.2.~2023.2.
민선 2기 : 강태선 회장 2023.2~현재
- 사무처
  - 홍보마케팅사업단
  - 스포츠공정감사실
  - 경영기획부
  - 경기운영부
  - 스포츠진흥부
  - 위탁사업부

### 지부
- 강남구체육회
- 강동구체육회
- 강북구체육회
- 강서구체육회
- 관악구체육회
- 광진구체육회
- 구로구체육회
- 금천구체육회
- 노원구체육회
- 도봉구체육회
- 동대문구체육회
- 동작구체육회
- 마포구체육회
- 서대문구체육회
- 서초구체육회
- 성동구체육회
- 성북구체육회
- 송파구체육회
- 양천구체육회
- 영등포구체육회
- 용산구체육회
- 은평구체육회
- 종로구체육회
- 중구체육회
- 중랑구체육회